# 李陞 (清朝)
李陞（1830年前后—1900年），又名李璿，譜名象薰，號玉衡、諱璿，是香港開埠初期富商，是十九世紀末香港華人首富，晚清二品頂戴花翎，候選守巡道，誥封儒林郎、直隸州同知，誥授通奉大夫。李陞是香港第一位勞斯萊斯汽車擁有者（勞斯萊斯有限公司於1906年創立，然而李陞已於1900年去世，所以此項資料可能出錯）。李陞祖父李達聰曾以巨資效力於國及襄辦善舉，受朝廷表彰，光緒十二年三代一品封典，李陞也因此而受封二品頂戴花翎、候補守巡道、直隸州同知、通奉大夫等職銜。
李陞原籍中國大陸廣東新會，出生於廣東新會七堡加寧裡一富裕人家。李陞於香港擁有李陞街、高陞街、松秀東街及松秀西街四條街的業權。李陞先後參與創辦東華醫院及育才書社。1881年，李在香港納稅超越所有洋商，納稅總額是全港之首，納稅額相當於當時全港其他華商的總和。逝世時香港政府向其後人徵收600萬元遺產稅，是1895年財政盈餘189萬的三倍之多。

## 以其命名地方
- 李陞街
- 高陞街
- 高陞戲院
- 李陞格致學堂
- 李陞小學[4]
- 李陞大坑學校